# Азиатски гигантски саламандри
Азиатските гигантски саламандри (Andrias) са род земноводни от семейство Гигантски саламандри (Cryptobranchidae).
Таксонът е описан за пръв път от швейцарския естественик Йохан Якоб фон Чуди през 1837 година.

## Видове
- Andrias davidianus – Китайска гигантска саламандра
- Andrias japonicus – Японски гигантски саламандър
- Andrias jiangxiensis
- Andrias matthewi
- Andrias sligoi